# Coniglio (araldica)
In araldica il coniglio è usato soprattutto per le armi parlanti in quanto è generalmente ritenuto animale pauroso e quindi inadatto ad illustrare le qualità del cavaliere. Quando impiegato, simboleggia la bontà, l'animo mansueto e, soprattutto, la prolificità. 
Spesso è rappresentato al naturale invece che bianco (cioè d'argento).

## Attributi araldici
- Aggruppato quando è seduto con la testa nascosta sul petto
- Corrente[1] se corre
- Rampante se rappresentato ritto sulle zampe posteriori
- Seduto se riposa sulle zampe posteriori

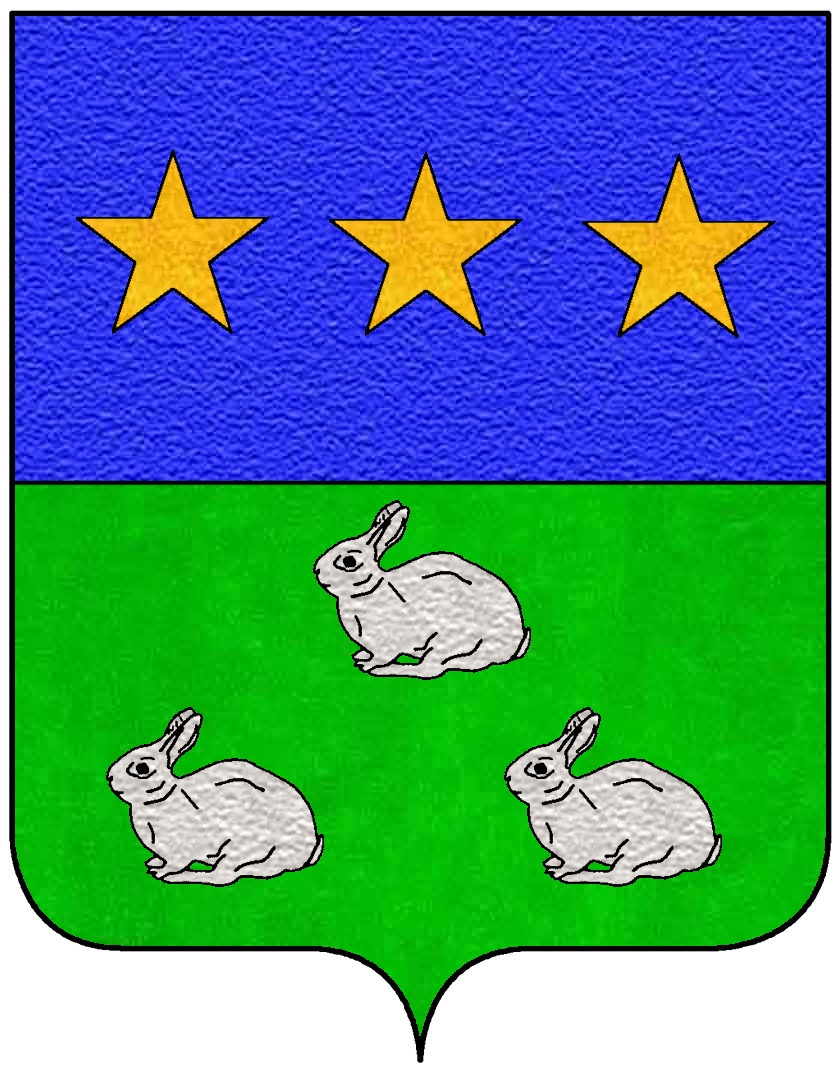
Tre conigli aggruppati, male ordinati d'argento (stemma della famiglia Celini di Venezia)
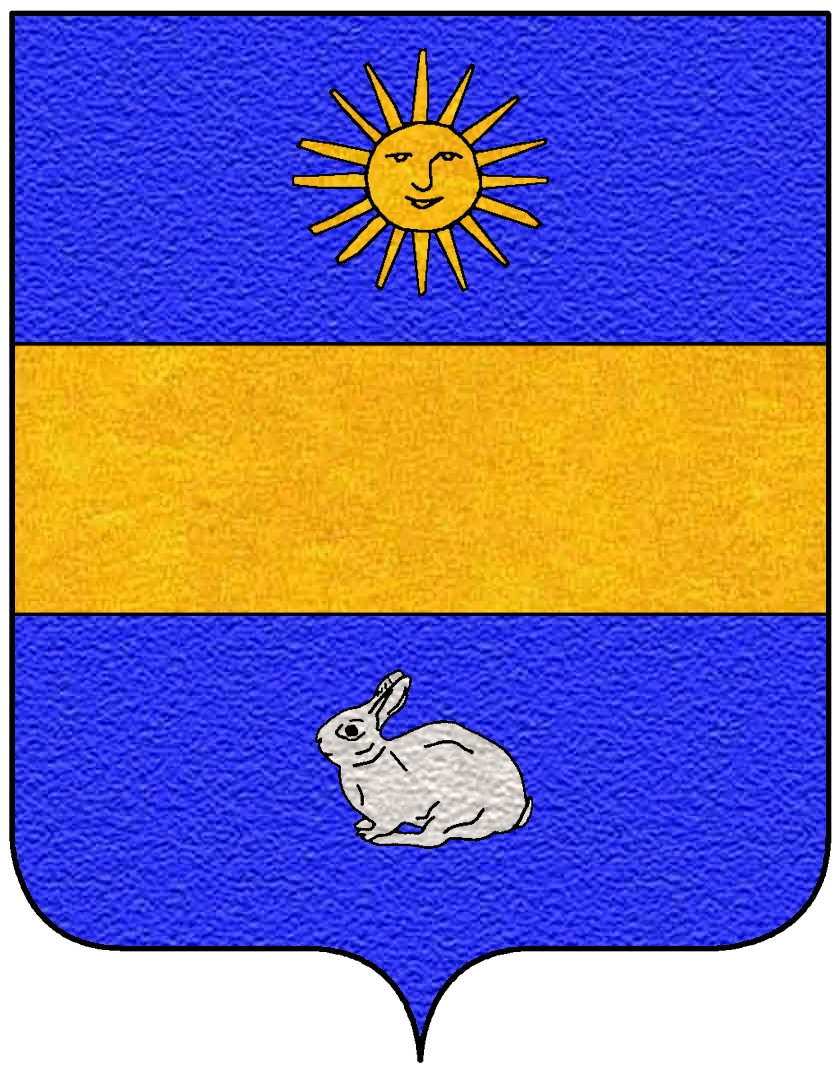
Coniglio aggruppato d'argento (famiglia Coniglio di Sicilia)
Sei conigli passanti (La Varenne, Francia)